# Régis Clère
Régis Clère (Langres, Alt Marne, 15 d'agost de 1956 - Dijon, 9 de juny de 2012) va ser un ciclista francès, que fou professional entre 1981 i 1992.
Com a ciclista amateur guanyar la medalla d'or en la cursa en ruta des Jocs del Mediterrani de 1979. El 1980 va prendre part en els Jocs Olímpics d'Estiu de Moscou, on disputà la cursa en ruta del programa de ciclisme.
Com a professional destaquen tres victòries d'etapa al Tour de França i dues a la Volta a Espanya. Al Tour de França de 1982 guanyà el premi de la combativitat. Un any més tard guanyà una etapa i el 1987 en guanyà dues més. En aquesta edició arribà fora de control a la 15a etapa, però fou repescat pels comissaris i l'endemà guanyà l'etapa. Uns quants dies més tard guanyà una nova etapa. A la Volta a Espanya de 1981 va guanyar dues etapes i va vestir el mallot groc durant 9 etapes. El 1982 guanyà el Campionat de França en ruta.
A finals de 1989 va patir un greu accident de trànsit que li provocà diverses fractures. Salvà la vida gràcies a la seva forta constitució.
Va morir, als 55 anys, a Dijon, d'una insuficiència cardíaca.

## Palmarès
- 1979
  - Vencedor d'una etapa del Tour de l'Avenir
- 1980
  - Vencedor d'una etapa del Tour de l'Avenir
- 1981
  - Vencedor de 2 etapes de la Volta a Espanya
- 1982
  -  Campió de França en ruta
  - Vencedor del Premi de la Combativitat al Tour de França 
  - Vencedor d'una etapa a l'Étoile des Espoirs
- 1983
  - Vencedor d'una etapa del Tour de França
- 1987
  - 1r al Tour Midi-Pyrénées i vencedor d'una etapa
  - Vencedor de 2 etapes del Tour de França. 1r del Premi de la Combativitat al Tour de França
- 1989
  - Medalla de bronze de Campionat del Món de persecució

### Resultats al Tour de França
- 1981. 51è de la classificació general
- 1982. 45è de la classificació general. 1r del Premi de la Combativitat
- 1983. Abandona (14a etapa). Vencedor d'una etapa
- 1984. Abandona (20a etapa)
- 1987. 72è de la classificació general. Vencedor de 2 etapes. 1r del Premi de la Combativitat
- 1988. 94è de la classificació general

### Resultats a la Volta a Espanya
- 1981. 9è de la classificació general. Vencedor de 2 etapes